# إيرل بيل
إيرل بيل (بالإنجليزية: Earl Bell) هو منافس ألعاب قوى أمريكي، ولد في 25 أغسطس 1955 في بنما.

## وصلات خارجية
- إيرل بيل على موقع الاتحاد الدولي لألعاب القوى (الإنجليزية)
- إيرل بيل على موقع الاتحاد الأمريكي لسباقات المضمار والميدان (الإنجليزية)
- إيرل بيل على موقع الاتحاد الأمريكي لسباقات المضمار والميدان، قاعة المشاهير (الإنجليزية)
- إيرل بيل على موقع اللجنة الأولمبية الدولية (الإنجليزية)
- إيرل بيل على موقع أوليمبيديا (الإنجليزية)